# What.
What. is een livealbum van de Amerikaanse komiek Bo Burnham en bevat nummers van zijn gelijknamige komedieshow what. Het album werd uitgegeven op 17 december 2013 via het platenlabel Comedy Central Records. Het album bestaat uit twee cd's: een cd met dertien live opgenomen nummers en een cd met vijf nummers die in de studio zijn opgenomen.

## Nummers
| Disc 1 1. "Intro" - 9:29 2. "Sad" - 4:23 3. "I Fuck Sluts" - 3:21 4. "WDIDLN?" - 1:56 5. "Left Brain, Right Brain" - 6:34 6. "#deep" - 4:04 7. "Beating Off in a Minor" - 2:30 8. "Poems" - 3:27 9. "From God's Perspective" - 4:21 10. "Andy The Frog" - 3:13 11. "Out of the Abyss" - 3:40 12. "Repeat Stuff" - 5:21 13. "We Think We Know You" - 6:54 | Disc 2 1. "Repeat Stuff" - 4:58 2. "Eff" - 2:50 3. "Nerds" - 3:26 4. "Channel 5 News: The Musical" - 4:32 5. "Hell of a Ride" - 4:24 |